# Henryk Opieński

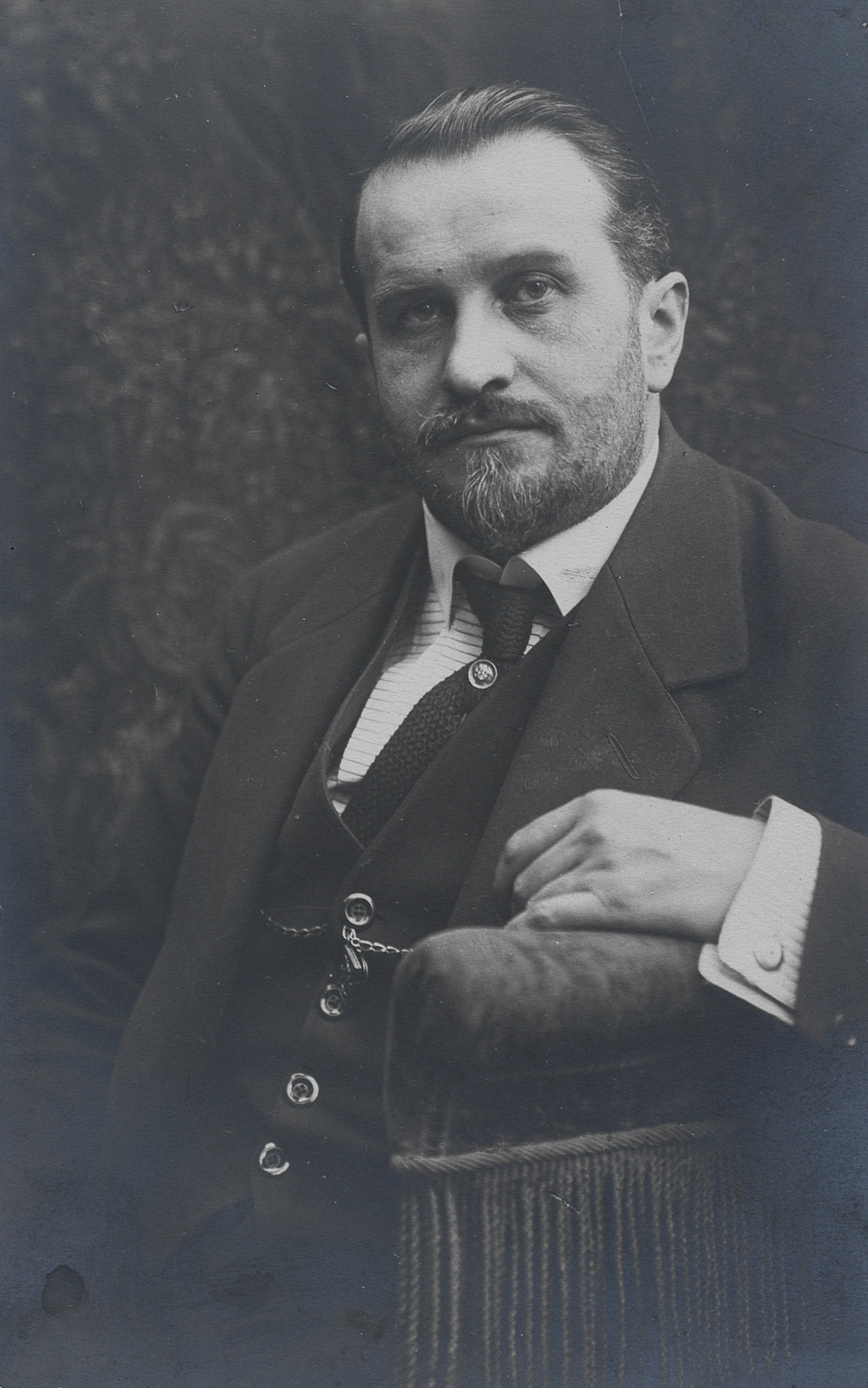
Henryk Opieński

Henryk Opieński (* 13. Januar 1870 in Krakau; † 21. Januar 1942 in Morges, Kanton Waadt, Schweiz) war ein polnischer Musikwissenschaftler und Komponist.
Opieński studierte an der Musikakademie Krakau bei Władysław Żeleński, in Prag bei Lechner, in Paris bei Vincent d’Indy, in Berlin bei Urban sowie in Leipzig bei Nikisch und Riemann. Er gründete 1902 den Philharmonie Chor Warschau, war ab 1908 Chordirektor der Warschauer Oper. 1911/14 Schriftltr. einer Musikzs. 1914/19 Dozent in Lausanne. Er ließ sich dann als Leiter  des Chorvereins dem 1917 gegründeten Vokalensemble Motet et Madrigal in Morges am Genfersee nieder und bereiste Europa. Bis 1920 war er Lehrer und Dirigent an der Musikakademie Warschau. Er leitete bis 1926 das Konservatorium und Musikakademie Posen. Er komponierte zwei Opern (Maria 1924 und Jakub lutnista 1927), mehrere Schauspielmusiken und Chorwerke, drei sinfonische Dichtungen, kammermusikalische Werke und Lieder. Daneben verfasste er auch mehrere musikhistorische Werke.
Opieński war mit der Gesangslehrerin und Komponistin Lydia Barblan-Opieńska verheiratet.

## Diskografie
- Chœurs polonais de la Renaissance : Mikołaj Gomółka (ca. 1539–1609), Psaume 77 - Mikołaj Zieleński, In monte Oliveti. Ensemble Vocal Motet et Madrigal sous la direction de : H. Opieński. S. B : Wacław Szamotulski (ca. 1525–1572), Prière du Soir - Mikołaj Zieleński, Per signum crucis. Schallplatte 78 rpm. L'Anthologie Sonore AS 107-108.